# Johann Burchard May
Johann Burchard May (auch: Majus, Maius, Mai, Maie; * 4. Februar 1652 in Pforzheim; † 6. November 1726 in Kiel) war ein deutscher Philologe und Historiker.

## Leben
Geboren als Sohn des Pfarrers Johann Georg May, war er der ältere Bruder des Johann Heinrich May der Ältere und besuchte, nach anfänglicher Ausbildung im Hause seines Vaters, 1664 das Gymnasium in Durlach. Am 12. Mai 1662 immatrikulierte er sich an der Universität Wittenberg, wo er die Vorlesungen von Konrad Samuel Schurzfleisch besuchte. Aufgrund der damals herrschenden militärischen Verhältnisse, ging er nach Frankfurt am Main, wo er Hauslehrer einiger Adliger wurde.
In jener Zeit arbeitete er als Korrektor in Druckereien und verfasste seine Schrift Litterae Francofurtenses. Folgend bezog er die Universität Gießen, beschäftigte sich mit den Rechtswissenschaften, wie seine Publikation „jure publico“ nachweist. Von Markgraf Friedrich VII. Magnus von Baden-Durlach wurde er zum Gymnasialprofessor der Rhetorik am Gymnasium in Durlach bestellt. Dort war er auch als Bibliothekar tätig. Durch den Französischen Krieg genötigt musste er sein Vaterland verlassen. Man zahlte ihn jedoch sein Gehalt weiter, so dass er manch anderes Angebot ausschlug.
1692 trug man ihm eine ordentliche Professur der Rhetorik und Geschichte an der Christian-Albrechts-Universität zu Kiel an, die er 1693 antrat. An der Kieler Universität war er einer der führenden Gründungsmitglieder der Gesellschaft der Forschenden, die sich dem wissenschaftlichen Leben in Kiel widmete. 1725 wurde er aus Altersgründen in den Ruhestand versetzt, führte aber trotz alledem seine Vorlesungen weiter und verstarb im Folgejahr.

## Werkauswahl
- Tractat de Pontificis Rom. Electione. 1726
- In Tacitum de moribus Germanorum
- In Pfannerum de praecipuis Germaniiae Principum gentibus
- Von der Kirchen-Historie und denen Patribus, welche noch in Handschrift vorhanden
- Anleitung zur teutschen Redekunst. 1698.
- Historische Remarquen. 1699